# راه‌آهن قفقاز جنوبی
راه‌آهن قفقاز جنوبی (ارمنی: Հարավկովկասյան երկաթուղի) یک شرکت راه‌آهن در کشور ارمنستان است.
این شرکت در سال ۲۰۰۸ تأسیس شده و مقر آن در شهر ایروان است. دولت ارمنستان موافقت‌نامه‌ای را برای انتقال ۱۰۰ درصد از راه‌آهن‌های دولتی ارمنستان به خطوط راه‌آهن روسیه به مدت ۳۰ سال امضا کرده و این شرکت پس از آن تأسیس شده‌است.

## خطوط
ایروان تا تفلیس
ایروان تا گیومری
ایروان تا آرارات
ایروان تا میاسنیکیان
ایروان تا یراسخ